# NGC 1847
NGC 1847 (również ESO 56-SC66) – gromada otwarta, znajdująca się w gwiazdozbiorze Złotej Ryby, w Wielkim Obłoku Magellana. Odkrył ją John Herschel 15 grudnia 1835 roku.